# Etilén–vinil-acetát

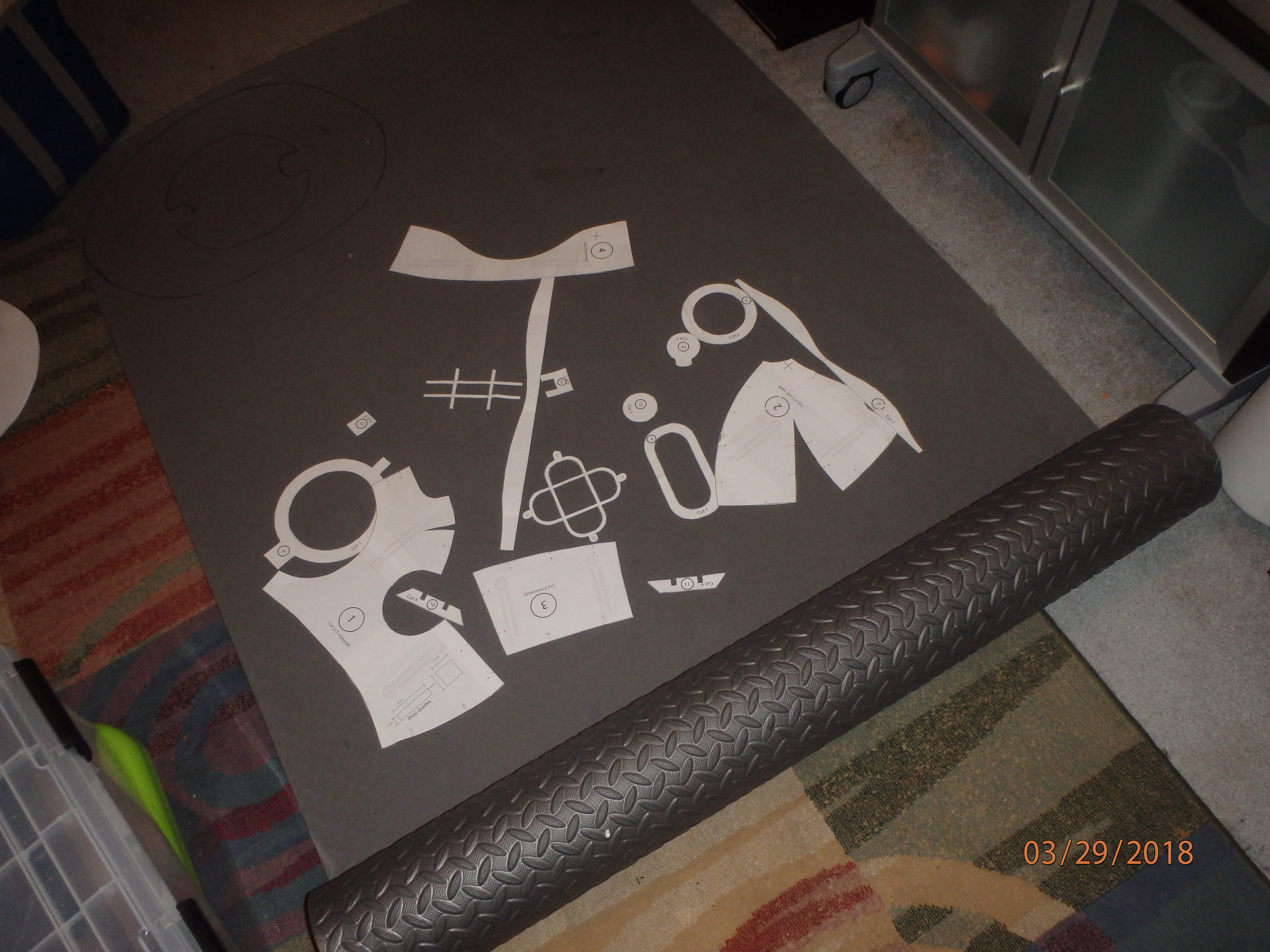
EVA habszivacs, melyből steampunk sisak készül

Az etilén–vinil-acetát (rövidített nevén EVA, főleg angolszász nyelvterületen) az etilén és a vinil-acetát kopolimerje. A vinil-acetát tartalom változó, általában a tömeg 10-40%-át teszi ki, míg a többi etilén.
Ez a polimer lágyságban és rugalmasságban megközelíti az elasztomer anyagokat, miközben más termoplasztikhoz hasonlóan feldolgozható. Az anyag tiszta és csillogó,  alacsony hőmérsékleten erős, ellenáll a fáradás okozta repedéseknek, jó vízállósággal rendelkezik és ellenáll az UV sugárzásnak. Az EVA szinte semmilyen szaggal nem rendelkezik és a gumi és vinil termékeket sikerrel helyettesíti számos elektronikus alkalmazás során.

## Alkalmazása
Alkalmazzák melegen olvasztott ragasztókban. 
Az EVA orvosi felhasználásban alkalmazható a gyógyszerek célba juttatására: a polimer feloldódik szerves oldószerekben (pl. metilén-klorid).
Cosplaykészítők egyik kedvelt alapanyaga, például páncél készítéséhez használják.
EVA fóliával készül a laminált üvegek egy része.

## Fordítás
- Ez a szócikk részben vagy egészben az Ethylene-vinyl_acetate című angol Wikipédia-szócikk fordításán alapul.  Az eredeti cikk szerkesztőit annak laptörténete sorolja fel. Ez a jelzés csupán a megfogalmazás eredetét és a szerzői jogokat jelzi, nem szolgál a cikkben szereplő információk forrásmegjelöléseként.